# Pianki (województwo warmińsko-mazurskie)
Pianki (niem. Altwolfsdorf, do 1938 r. Pianken) – wieś w Polsce, położona w województwie warmińsko-mazurskim, w powiecie piskim, w gminie Orzysz, 5 km od Orzysza, 2 km od trasy Orzysz – Giżycko.
W latach 1975–1998 miejscowość należała administracyjnie do województwa suwalskiego.

## Nazwa
16 lipca 1938 r. w miejsce nazwy Pianken wprowadzono nazwę Altwolfsdorf. 12 listopada 1946 r. nadano miejscowości polską nazwę Pianki.

## Historia
Pianki lokowane na prawie chełmińskim w 1452 roku Wolfgang Sauer nadał 66 łanów miejscowości, z 6 łanami i obowiązkiem jednej służby, z 10-letnią wolnizną. Lokacja ponowiona w 1468 roku, na prawie magdeburskim (60 łanów). Czynsz wynosił dwie i pół grzywny w zwykłej monecie pruskiej, ponadto płużne w wysokości jak inne miejscowości chełmińskie, czyli jeden korzec pszenicy i tyle samo żyta od pługa. Chłopi czynszowi byli zobowiązani do wypełnienia robocizny, czyli szarwarku. Szczegółowo określono w Piankach, jako tłokę w puszczy. Sołtys został zobowiązany do „zwykłej” służby, czyli zapewne konno i w zbroi. Chłopi otrzymali możliwość zaopatrywania się w drewno na ogień, ale tylko na własne potrzeby oraz takie same pastwiska jak mieszkańcy Rynu. Szczególną łaską, czyli wolnym rybołówstwem, wyróżnieni zostali chłopi z Gut i Pianek (małą siecią na tych wódach, co sołtys). Do takich łask należało też zezwolenie na karczmę w Piankach (wł. R. Reeisennauer), stwierdzono ogólnie, że właściciel powinien płacić czynsz i odrabiać szarwark, czynsz w wysokości 3 denarów i oddawać pół kopy kur. Dobra w Piankach byłyby nazwane szlacheckimi, gdyby nie złamanie obowiązków przez wolnych posiadaczy majątku w czasie „wojny pruskiej” i z innych jeszcze przyczyn, takich jak: rozdrobnienie dóbr czy słabość ekonomiczna. Było tutaj 9 wolnych posiadaczy majątku, ale tym razem znaczną rolę odegrał fakt, że wolny Alex Jurski utracił swoje dobro i wskutek niewypełnienia swoich obowiązków w „wojnie pruskiej”. Dobra zostały pomniejszone, gdyż Maciej Karbowski odsprzedał swoją część Zakonowi.
Pierwszym sołtysem Pianek był Dopieka (1452 r.), natomiast kolejnymi: Marcin Zalewski (1468 r.) i Maciej Karboński (1523 r.). Po sekularyzacji Zakonu krzyżackiego w Prusach (1525 r.) zmienił się podział administracyjny kraju, a Pianki zaczęły podlegać starostwu w Rynie, wchodząc w skład rewiru w Grzegorzach i należały do parafii w Orzyszu (do 1752 r.). Pianki zostały wymienione w popisie wojskowym z 1519 r. oraz w rachunkach krzyżackich z całego starostwa: Pianki (15 łanów) z 1539 roku.
W 1631 r. miejscowość zamieszkiwali: Stephan Paul, Waschk Krzisahn, Christof Rolle, Sczesna Wapher, Wasch Domerofski, Jann Dlubazsch, Jedam Mrofke i Stancje Klies. W październiku 1656 roku, podczas najazdu, Tatarzy wzięli do niewoli jedną osobę z Pianek. Epidemia dżumy, która pojawiła się w Prusach w latach 1709–1711, do Pianek dotarła w 1711 roku.
Szkoła w Piankach powstała w 1737 roku. W 1752 r. zlikwidowano starostwa, wprowadzając nowe, większe jednostki administracyjne, zwane powiatami. Powiat piski powstał w 1818 r. i obejmował obszar dawnego starostwa piskiego oraz parafie orzyską i opartowską. W 1935 r. w szkole pracowało 2 nauczycieli, a uczęszczało do niej 76 uczniów; w 1945 r. pracował w szkole 1 nauczyciel.
W 1933 r. w miejscowości mieszkało 481 osób, a w 1939 r. – 443 osoby.

## Zabytki
- Dawny cmentarz ewangelicki, założony w połowie XIX w. – nr rej.: 819 z 27.06.1991[5].

Na cmentarzu znajduje się m.in. kwatera wojenna z okresu I wojny światowej. Według zachowanych inskrypcji, pochowanych w niej jest 33 żołnierzy armii rosyjskiej, w tym 9 o znanej tożsamości: Jakob Koschewiatow, Schalentin Valentinow, Saweli Paljankow, Wassili Kaljakow, Iwan Medjedjew, Wassili Polkow, Wassili Paljankow, Iwan Medjedjew, Peter Golinanow z 7. Sib. Schützen-Regt. 8.u.5.Div. †Dez.1914.